# Parornix trepidella
Parornix trepidella är en fjärilsart som först beskrevs av James Brackenridge Clemens 1860.  Parornix trepidella ingår i släktet Parornix och familjen styltmalar. Inga underarter finns listade i Catalogue of Life.